# Aymar de Chaste
Aymar de Clermont-Chaste (??? – 1603) was een Frans admiraal en grootmeester van de Orde van Sint-Lazarus.

## Biografie
In het jaar 1566 werd Aymar de Chaste als ridder opgenomen in de Orde van Malta. Twaalf jaar later werd hij benoemd tot commandeur van Limoges. Later werd hij ook benoemd door de Franse koning tot gouverneur van Dieppe. Daarna diende hij voor koning Hendrik IV van Frankrijk ook nog als diens ambassadeur aan het Engelse hof. In 1583 streed hij aan de zijde van Anton van Crato in de Slag bij Terceira. Die zeeslag verloor hij van de Spaanse admiraal Álvaro de Bazán. Na een expeditie in de binnenlanden van Canada met Samuel de Champlain werd Aymar de Chaste in 1602 benoemd door Hendrik IV tot Onderkoning van Nieuw-Frankrijk (Canada). Een jaar na zijn benoeming overleed hij.